# デイヴィッド・キャス
デイヴィッド・キャス（David Cass、1937年1月19日 - 2008年4月15日）は、アメリカ合衆国の経済学者。元ペンシルベニア大学教授。

## 経歴
ハワイ州ホノルルに生まれる。1958年にオレゴン大学を卒業し、1965年にスタンフォード大学でPh.dを取得。1965年から1970年までイエール大学に所属し、1970年から1974年までカーネギーメロン大学に所属した。1974年から2008年まではペンシルベニア大学に所属していた。2008年にフィラデルフィアにて没。

## 業績
一般均衡理論、マクロ経済学、金融経済学に貢献がある。資本形成についての1965年のRESの論文で名が知られている。そこではラムゼイ成長モデルを修整したが、これはまたラムゼイ・キャス・クープマンスモデルとも呼ばれている。また世代重複モデルにおいてキャス基準を作成したことでも有名である。